# Borneói fütyülőrigó
A borneói fütyülőrigó (Myophonus borneensis) a madarak osztályának verébalakúak (Passeriformes) rendjébe és a légykapófélék (Muscicapidae) családjába tartozó faj.

## Rendszerezése
A fajt Henry Horrocks Slater angol ornitológus írta le 1885-ben. Használták a Myiophoneus borneensis nevet is.

## Előfordulása
Délkelet-Ázsiában, Borneó szigetén, Indonézia és  Malajzia területén honos. Természetes élőhelyei a szubtrópusi vagy trópusi hegyi esőerdők, folyók és patakok környékén. Állandó, nem vonuló faj.

## Megjelenése
Testhossza 26 centiméter.
|  |

## Természetvédelmi helyzete
Az elterjedési területe nagyon nagy, egyedszáma ugyan csökken, de még nem éri el a kritikus szintet. A Természetvédelmi Világszövetség Vörös listáján nem fenyegetett fajként szerepel.